# خرارد پترس
خرارد پترس (هلندی: Gerard Peters؛ ۳۱ ژوئیه ۱۹۲۰ – ۶ آوریل ۲۰۰۵ (aged 84)) ورزشکار دوچرخه‌سواری پیست اهل هلند بود.
وی در مسابقات کشوری و بین‌المللی در مجموع برندهٔ ۲ مدال طلا شده‌است.